# Häckla
En häckla är ett redskap som används vid framställning av lingarn. Den består av en bräda med piggar av metall som linet efter bråkning och skäktning dras igenom för att få linets fibrer att ligga parallellt. Vid modern maskinell framställning av lin används särskilda häcklingsmaskiner.